# Modlitwa ofiarna
Modlitwa ofiarna (także modlitwa ofiarnicza) – część Mszy Świętej, w której Kościół rękami kapłana za pośrednictwem Chrystusa składa Go w ofierze. Jest obecna w zwyczajnej formie rytu rzymskiego jako część modlitwy eucharystycznej po anamnezie, a przed epiklezą komunijną.
Kościół (zwłaszcza wierni obecni na mszy) składa poprzez nią Bogu Ojcu w Duchu Świętym niepokalaną Hostię. Chrystus jest tą Ofiarą i zarazem jako jedyny i najwyższy Kapłan siebie samego składa w ofierze. Z kolei Kościół, jako Mistyczne Ciało Chrystusa, dołącza siebie do tej ofiary. Wierni poprzez ten obrzęd składają w ofierze Hostię niepokalaną, a także uczą się oddawać Bogu swoje życie, do czego ma przybliżyć Komunia. Modlitwa ofiarna przyjmuje formę: Pokornie błagamy, aby Duch Święty zjednoczył nas wszystkich, przyjmujących Ciało i Krew Chrystusa.